# Jérôme Ollandet
Œuvres principales
- L'expérience congolaise du socialisme de Massamba-Débat à Marien N'gouabi (2012)
- Les relations entre les deux Congo : Évolution et dynamique interne (2011)

Jérôme Ollandet, né le 27 décembre 1943 à Oyomi, district d’Owando au Congo français, et mort le 11 décembre 2017 à Évreux en France, est un historien, écrivain, juriste et diplomate congolais. De 1998 à 2001, il est secrétaire général du ministère des Affaires étrangères, après avoir été ambassadeur du Congo dans plusieurs pays africains.

## Biographie

### Naissance et formation
Jérôme Ollandet est né le 27 décembre 1943 à Oyomi, district d’Owando, en république du Congo,. Il obtient une licence en histoire en 1972, réussit le Certificat d'aptitude au professorat de l'enseignement du second degré (Capes) en 1973 à l’école nationale supérieure de Brazzaville, puis complète sa formation par une licence en droit public en 1974 à l’université de Brazzaville (actuelle université Marien-Ngouabi). En 1981, il obtient un doctorat en histoire à l’Université de Montpellier Paul-Valéry (France), sa thèse porte sur les relations entre les Mbochis et les Tekes.

### Carrière professionnelle
Jérôme Ollandet est pendant plusieurs années, proviseur du lycée Champagnat de Makoua, directeur des examens et concours et enseignant chercheur à l’université Marien-Ngouabi. 
Il a également exercé au sein de la diplomatie congolaise. Il a été plusieurs fois ambassadeur du Congo dans de nombreux pays, notamment en Guinée équatoriale, au Cameroun, au Sénégal, au Mali, au Burkina Faso, au Cap-Vert, en Gambie, en Guinée-Bissau, au Tchad et en République centrafricaine, avant d’occuper, de 1998 à 2001, la fonction de secrétaire général du ministère des Affaires étrangères,.
En 2001, il est nommé ambassadeur itinérant, et intervient sur des dossiers tels que ceux de la Conférence internationale sur la région des Grands Lacs,. 

### Vie privée
Jérôme Ollandet est marié à Julienne Ossombi, professeure de lettres. Il est également père de sept enfants. 

### Mort
Jérôme Ollandet  meurt le 11 décembre 2017 à Évreux en France,.

## Postérité

### Colloque scientifique
Un colloque scientifique s’est tenu à Brazzaville du 14 au 16 décembre 2022 en hommage à Jérôme Ollandet. Organisé sous le thème « Jérôme Ollandet : l’homme et son œuvre », l’événement a réuni chercheurs, universitaires et proches, venus analyser son parcours ainsi que ses travaux. Les échanges ont porté sur ses contributions à l’historiographie africaine contemporaine, méthodes d’écriture de l’histoire, ainsi que son rôle dans la construction d’une mémoire collective panafricaine. Parmi les interventions marquantes, celle du professeur Théophile Obenga a souligné l’importance de publier les actes de ce colloque, en gage de reconnaissance académique. Plusieurs témoignages ont également mis en lumière l'influence durable de Jérôme Ollandet sur les chercheurs et intellectuels congolais.
Ce colloque donnera lieu à la publication le 30 janvier 2025 d’un ouvrage en deux tomes intitulé « Jérôme Ollandet : l’homme et son œuvre », rédigé par les maîtres de conférences Jean Félix Yekoka et Joseph Zidi, avec une préface de la professeure Delphine Emmanuel Adouki,.

### Publication à titre posthume
L'ouvrage « La France et le Congo-Brazzaville : Histoire d'une marche singulière » est publié en 2023 à titre posthume aux éditions L'Harmattan.

## Œuvres
- Tchicaya, Opangault, Youlou : La vie politique au Congo Brazzaville, 1945-1964, 2007

- Les relations entre les deux Congo : Évolution et dynamique interne, 2011
- L'expérience congolaise du socialisme de Massamba-Débat à Marien N'gouabi, 2012
- Brazzaville, capitale de la France libre : Histoire de la résistance française en Afrique - 1940-1944, 2013
- Le Nord-Congo : Histoire et civilisations, 2014
- La conférence internationale sur la région des Grands Lacs, 2015
- Le premier foyer culturel du Nord-Congo : L'histoire de Boundji, 2016
- Les hommes et le symbolisme des plantes en Afrique centrale, 2016
- La France et le Congo-Brazzaville : Histoire d'une marche singulière, 2023